# Engelbert Pape
Engelbert Pape (ur. 24 maja 1827 w Erwitte, zm. 10 lutego 1909 w Münster) – niemiecki prawnik i manager kolejowy.

## Życiorys
Ukończył gimnazjum w Arnsbergu; studiował prawo w Bonn, Heidelbergu i Berlinie. Po mianowaniu go asesorem sądowym w 1853, został zatrudniony w sądzie wojskowym w Höxter, w 1856 rozpoczął karierę kolejową w zarządzie Pruskiej Kolei Wschodniej (Preußische Ostbahn) w Bydgoszczy. Następnie był zatrudniony dyrekcjach kolejowych w Saarbrücken, Münster, Hanowerze i Berlinie; kierował 
- Królewską Dyrekcją Kolei w Saarbrücken (Königlichen Eisenbahndirektion zu Saarbrücken) (1869-1871),
- Królewską Dyrekcją Kolei w Münster (Königlichen Eisenbahndirektion zu Münster) (1871-1874),
- Koleją Dolnośląsko-Marchijską (Niederschlesisch-Märkische Eisenbahn) w Berlinie (1874-1880),
- Królewską Dyrekcją Kolei w Berlinie (Königlichen Eisenbahndirektion in Berlin) (1880-1881),
- Królewską Dyrekcją Kolei w Bydgoszczy (Königlichen Eisenbahndirektion in Bromberg) (1881-1898).

Pape odegrał kluczową rolę podczas reorganizacji Pruskiego Zarządu Kolei w 1895, pełniąc funkcję przewodniczącego komisji przygotowującej projekt.